# Zair Cançado
Zair Augusto Cançado (c. década de 1930, Valença) é um radialista brasileiro.

## Histórico
Auxiliou na fundação da Rádio Nacional de Brasília e também da TV Nacional. Lá fundou o Sindicato dos Radialistas do Distrito Federal. Trabalho com o professor Josué de Castro e o médico e radialista Paulo Roberto (José Marques Gomes) — como seu secretário na Rádio Nacional. A ideia das bandas surgiu a partir de Paulo Roberto, criador da Lira de Xopotó, programa divulgador de bandas musicais. Voltou ao meio radiofônico em 2001 pela Rádio Bandeirantes AM (antiga Rádio Guanabara) apresentando o programa Vamos Ouvir a Banda. Recebeu inúmeras condecorações por seus serviços prestados à radiofonia fluminense e brasileira, entre elas, a Medalha do Pacificador, a Medalha do Mérito Santos-Dumont e Moção de Louvor da Câmara Municipal do Rio de Janeiro
Grande entusiasta de bandas civis, militares, marciais ou colegiais, hoje é um de seus grandes divulgadores.
Como jornalista, chegou a entrevistar Chico Xavier em 1972. Apresentou e apresenta os programas radiofônicos Saudade, Teu Nome é Música, A Banda de Música e Seus Convidados (sextas-feiras, às 22h) e o mais conhecido, Vamos Ouvir a Banda.
É membro do Conselho Administrativo da Associação Brasileira de Imprensa.

## Comendas e honrarias
- Medalha do Pacificador (Exército Brasileiro, 2003, Comando Militar do Leste)
- Medalha do Mérito Santos-Dumont (Força Aérea Brasileira, 2004, 3º Comando Aéreo Regional)
- Condecoração dos Veteranos do Corpo de Fuzileiros Navais
- Moção (Câmara de Vereadores do Rio de Janeiro)
- Medalha Ordem do Mérito Militar (grau de Cavaleiro)
- Medalha do Grande Oriente do Rio de Janeiro
- Medalha Amigo da Marinha
- Medalha do Dia da Vitória (Associação dos ex-Combatentes da FEB.